# Utsunomiya
Utsunomiya (宇都宮市, Utsunomiya-shi) és la capital i la ciutat més poblada de la Prefectura de Tochigi, al Japó.
És un centre industrial i agrícola, amb indústries tèxtils i alimentàries i centre d'ensenyament superior. La ciutat és coneguda per la producció d'una espècie de crestes molt utilitzades en la cuina japonesa que es coneixen amb el nom de gyoza, d'origen xinès.
La "gran Utsunomiya" o àrea metropolitana d'Utsunomiya (宇都宮都市圏, Utsunomiya Toshi-ken) té una població de, a data del 2020, 1.120.057 habitants. La veïna ciutat d'Oyama, la segona en població de la prefectura, ja forma part de l'àrea metropolitana de Tòquio, no d'Utsunomiya; tot i que les dues àrees es confonen per la seua proximitat. Utsunomiya és la 10na ciutat més poblada de la regió de Kanto.

## Geografia
El municipi d'Utsunomiya està situat al centre-sud de la prefectura de Tochigi, a la part septentrional de la plana de Kantō. Utsunomiya es troba aproximadament a 100 quilòmetres al nord de Tòquio. La localitat turística de Nikko es troba a només 25 quilòmetres al nord-oest d'Utsunomiya. L'altitud sobre el nivell de la mar mitjana de la ciutat és de 100 metres. El terme municipal d'Utsunomiya limita amb els de Shioya i Nikko al nord, amb Kanuma i Mibu a l'oest, amb Sakura, Takanezawa i Haga a l'est i amb Shimotsuke, Kaminokawa i Mooka al sud.

### Clima
La ciutat d'Utsunomiya té un clima subtropical humit, amb estius càlids i humids i hiverns freds. Les precipitacions són fortes a l'estacio humida d'estiu, de juliol a setembre, mentres que els mesos freds, de desembre a febrer, són especialment secs. Als hiverns poden ser freqüents les nevades.

## Història
Els arqueòlegs han trobat evidències de la presència humana continuada a la zona d'Utsunomiya des del paleolític japonés, existint a la zona nombrosos monuments funeraris com kofuns del període Kofun. El santuari de Futarayama d'Utsunomiya, el qual va ser l'ichinomiya o santuari principal de la província de Shimotsuke, diu haver sigut fundat l'any 353 de la nostra era. La ciutat d'Utsunomiya va començar a desenvolupar-se al voltant d'aquest santuari, estant la zona sota el control directe del clan Utsunomiya, una branca del clan Fujiwara, des del període Heian fins al període Sengoku, sent aleshores destruït per Toyotomi Hideyoshi.
Durant el període Tokugawa, la zona d'Utsunomiya va quedar dins del territori del feu d'Utsunomiya, governant per diferents clans i dàimios al llarg del temps; prosperant així la zona com a punt central al trajecte del Nikkō Kaidō i l'Ōshū Kaidō. Durant la guerra Boshin, la ciutat fou escenari de la batalla del castell d'Utsunomiya, una de les conteses més grans del nord de la regió de Kanto. A l'inici de l'era Meiji, la ciutat va ser part de la prefectura d'Utsunomiya breument entre els anys 1871 i 1873, fusionant-se després amb la nova prefectura de Tochigi i esdevenint la seua capital el 1884 (anteriorment havia estat Tochigi). Utsunomiya va esdevindre en un lloc clau per a l'Exèrcit imperial japonès.
Amb l'establiment del nou sistema de municipis l'1 d'abril de 1889, es crea oficialment el municipi d'Utsunomiya en la seua forma actual. A finals del mateix any, el nou municipi d'Utsunomiya ja tenia la població de 30.698 habitants, el que feia de la ciutat el tercer municipi més populós de Kantô, després de Tòquio i Yokohama. Utsunomiya va tindre la categoria de ciutat l'1 d'abril de 1896. El 12 de juliol de 1945, la ciutat i gran part dels seus voltants va ser destruïts pels bombardeigs de l'exèrcit nord-americà durant la Segona Guerra Mundial.
Els límits de la ciutat foren alterats de 1951 a 1955 amb l'annexió de la veïna vila de Suzumenomiya i els pobles de Hiraishi, Yokokawa, Mizuhono, Kunimoto, Shiroyama, Tomiya, Toyosato i Sugatagawa, així com part del poble de Shinoi al districte de Kawachi i el poble de Kiyohara, del districte de Haga. El 1996 Utsunomiya va ser designada com a ciutat núcli, augmentant així la seua autonomia. El 31 de març de 2007 la ciutat va absorbir les viles de Kamikawachi i Kawachi, ambdues pertanyents al districte de Kawachi. Amb això, Utsunomiya va passar dels 500.000 habitants.

## Política i govern

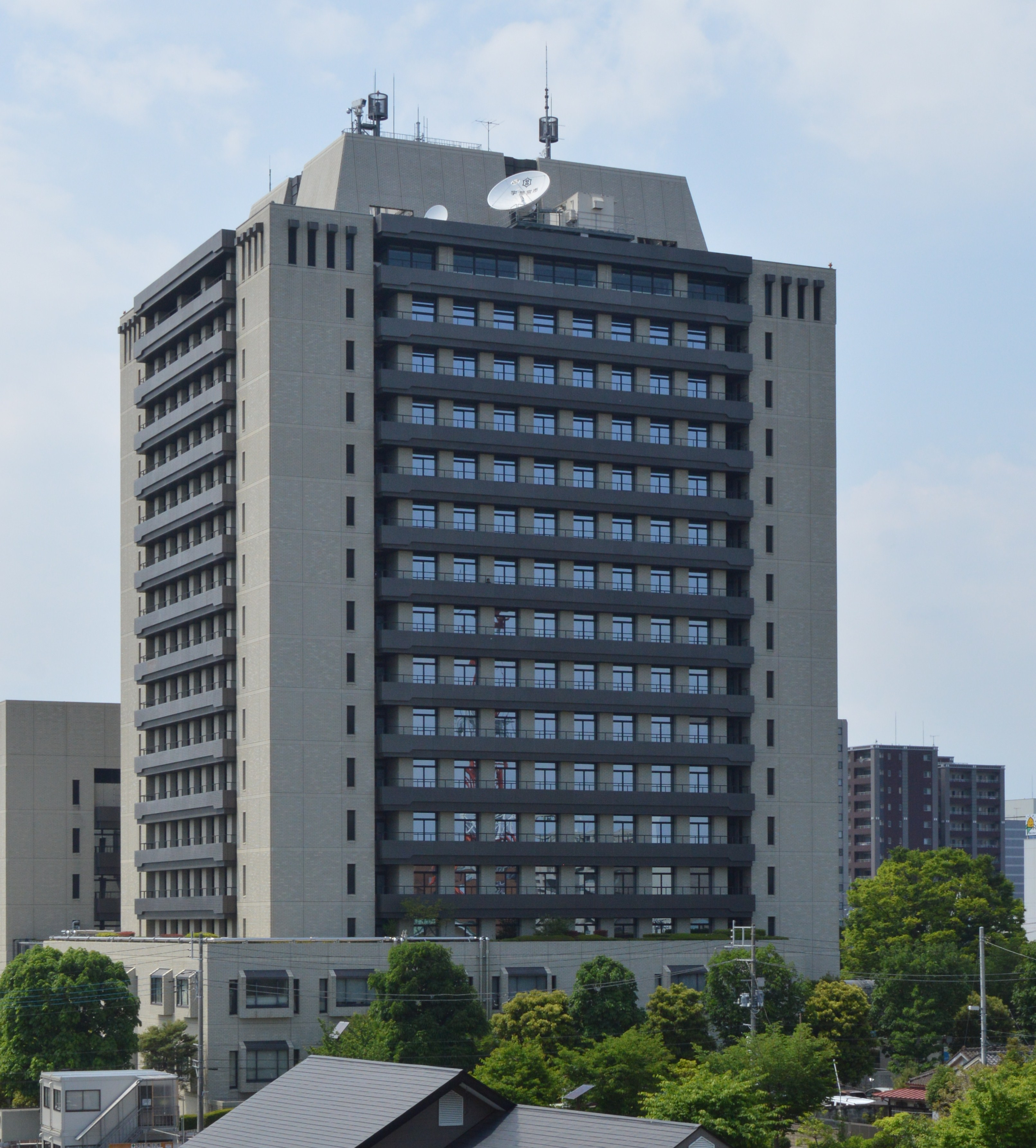
Ajuntament d'Utsunomiya

### Alcaldes
En aquesta taula només es reflecteixen els alcaldes democràtics, és a dir, des de l'any 1947.
| Alcalde            | Inici del mandat | Fi del mandat | Partit | Partit |
| Masayoshi Yokokura | 1947             | 1947          |        | Ind    |
| Kasaburō Satō      | 1947             | 1967          |        | PLD    |
| Yoshiko Koike      | 1967             | 1979          |        | PLD    |
| Michiyasu Masuyama | 1979             | 1999          |        | Ind    |
| Tomikazu Fukuda    | 1999             | 2004          |        | PLD    |
| Eiichi Satō        | 2004             | -             |        | Ind    |

## Demografia
| 1920    | 1930    | 1940    | 1950    | 1960    | 1970    | 1980    |
| ------- | ------- | ------- | ------- | ------- | ------- | ------- |
| ND      | ND      | ND      | 235.516 | 261.964 | 324.216 | 408.908 |
| 1990    | 2000    | 2010    | 2020    | 2030    | 2040    | 2050    |
| 465.162 | 487.560 | 511.296 | 518.610 | -       | -       | -       |

## Transport

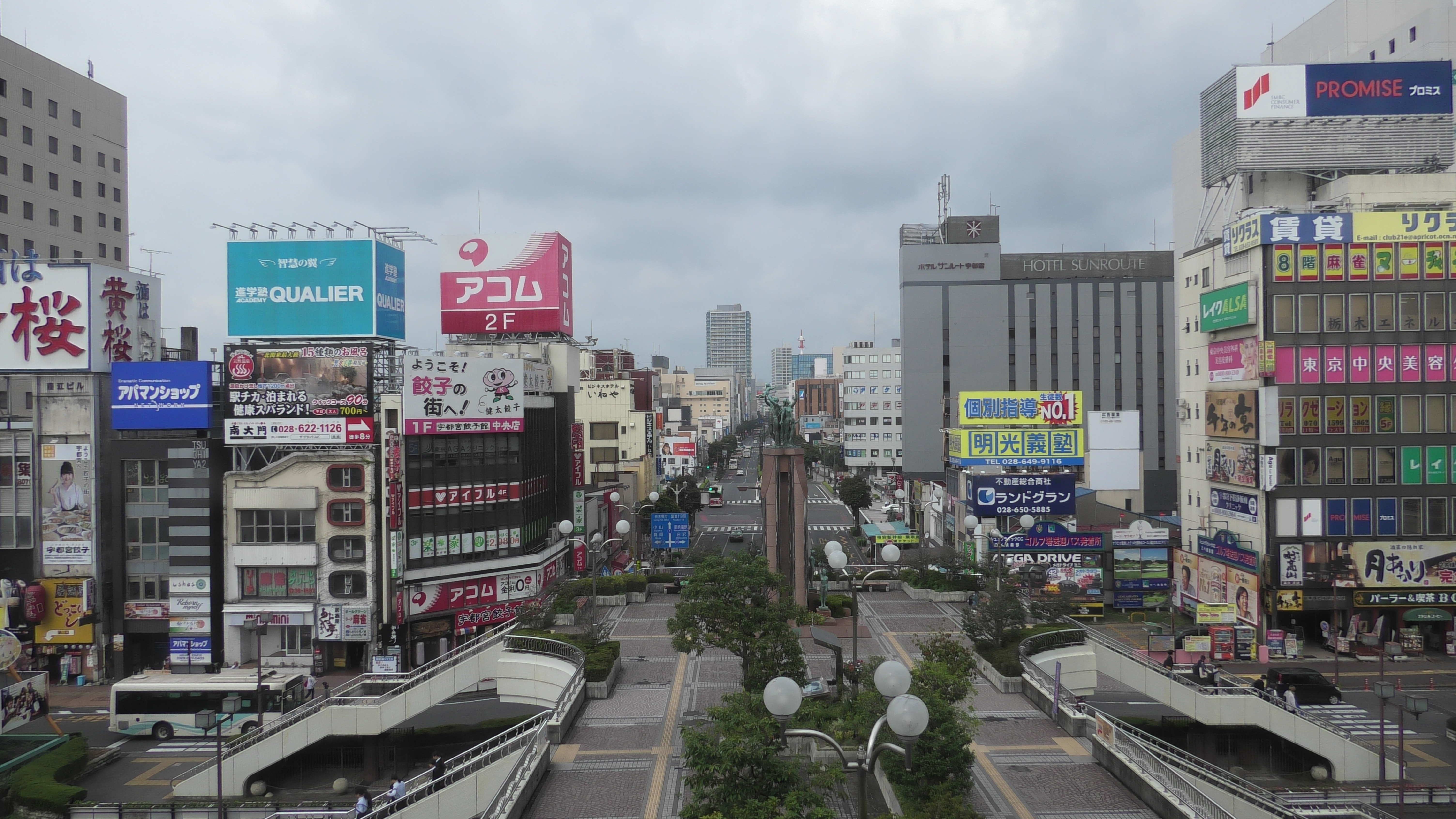
Entorn de l'estació d'Utsunomiya

### Ferrocarril
- Companyia de Ferrocarrils del Japó Oriental (JR East)
  - Ustunomiya - Suzumenomiya - Okamoto - Tsuruta - Karasuyama
- Ferrocarril Tōbu (Tobu)
  - Nishi-Kawada - Esojima - Minami-Utsunomiya - Tōbu-Utsunomiya
- Tramvia d'Utsunomiya (Utsunomiya Light Rail)

Encara es troba en construcció.

### Carretera
- Autopista de Tōhoku - Autopista del Nord de Kantō (Kita-Kantō) - Autopista de Nikkō-Utsunomiya
- Nacional 4 - Nacional 119 - Nacional 121 - Nacional 123 - Nacional 293 - Nacional 408

## Ciutats agermanades
- Manukau City, Nova Zelanda
- Orleans, França
- Tulsa, Oklahoma, Estats Units d'Amèrica
- Qiqihar, Heilongjiang, Xina

## Ciutadans il·lustres
- Kozue Andō, futbolista.
- Minori Chihara, cantant i actriu de veu.
- Yukio Edano, polític.
- Naoya Kondo, futboliste.
- Ikuo Matsumoto, futboliste.
- Masako Mori, cantant.
- Sadao Watanabe, músic.